# Ludwig Hartau

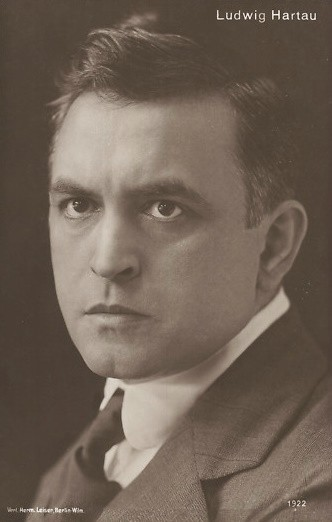
Hartau, etwa 1908

Ludwig Hartau (* 19. Februar 1877 in Trachenberg, Landkreis Militsch, Provinz Schlesien; † 24. November 1922 in Berlin) war ein deutscher Schauspieler.

## Leben
Der bekannte Theaterschauspieler und Dozent, zu dessen Schülern u. a. Ursula Krieg zählte, wagte im Alter von 35 Jahren den Sprung in das noch junge Metier Film. Den Durchbruch zu einem begehrten Filmschauspieler schaffte er erst nach 1916.
Unter Regisseuren wie Ernst Lubitsch und Fritz Lang wirkte er in zahlreichen Stummfilmen mit. In Hans Steinhoffs Streifen Der falsche Dimitry war er ursprünglich für die Hauptrolle als Iwan der Schreckliche vorgesehen. Ludwig Hartau verstarb 1922 auf dem Höhepunkt seiner Filmkarriere.

## Filmografie (Auswahl)
- 1912: Europäisches Sklavenleben
- 1915: Die Tänzerin
- 1916: Adamants letztes Rennen
- 1916: Die Sektwette
- 1917: Der Fall Dombronowska-Clemenceau
- 1917: Der Antiquar von Straßburg
- 1917: Wenn Frauen lieben und hassen
- 1918: Mr. Wu
- 1918: Menschen, die durchs Leben irren
- 1918: Das Kainszeichen
- 1919: Hungernde Millionäre
- 1920: Anna Boleyn, (Regie: Ernst Lubitsch)
- 1920: Johann Baptiste Lingg
- 1920: Verkommen
- 1921: Kämpfende Herzen
- 1921: Verbrechen aus Leidenschaft
- 1922: Marie Antoinette
- 1922: Kinder der Zeit
- 1922: Die fünf Frankfurter
- 1922: Der Mann mit der eisernen Maske
- 1923: Der Schatz der Gesine Jakobsen